# Pomesanis
Els pomesanis van ser una de les tribus eslaves que va habitar la regió de Prússia. El territori que ocuparen s'anomenà Pomesània (en lituà: Pamedė; en alemany: Pomesanien; en polonès: Pomezania), que correspon al nord de l'actual Polònia. Per ser la tribu prussiana situada més a l'oest, els pomesanis van ser els primers en ser conquerits durant la croada que fou encomanada a l'Orde Teutònic. Després començà el procés de germanització i vers el segle xvii ja s'havien extingit com a cultura pròpia.

## Pomesània
Els pomesanis vivien a prop de la mar Bàltica, en un territori delimitat pels rius Nogat i Vístula a l'oest, i el riu Elbląg a l'est. Correspondria en l'actualitat a la franja entre les ciutats d'Elbląg i Malbork. A l'est estava Pogesània, al sud Cúlmerland i a l'oest Pomerèlia.

## El nom
Segons l'etimologia popular, el nom d'aquesta tribu deriva del nom del fundador de la nissaga, anomenat Pomeso, fill de Widewutis, cap llegendari dels prussians. El lingüista Georg Gerullis creu, però, que en realitat deriva d'un mot en prussià pomedian, que tenia el significat de «marges del bosc». El lingüista Kazimieras Būga ha proposat el mateix origen per la paraula lituana pamedė.

## Història
Aquesta àrea estigué habitada per tribus eslaves, del grup dels balts, des d'almenys el segle IX o abans. Quan ja portaven segles establerts en aquesta zona, eren considerats part dels prussians. S'estima que a començaments del segle xiii, la població de pomesanis voltava entre els 16.000 i els 20.000. Aquesta tribu, juntament amb els seus veïns els pogesanis, efectuaren diverses expedicions d'atac per Masòvia, territori situat cap al sud-est. El 1225 el duc Conrad I de Masòvia demanà als cavallers de l'Orde Teutònic que protegissin el seu territori. El 1230 els teutons s'establiren a Cúlmerland i iniciaren una croada. L'any següent travessaren el Vístula i construïren Thorn (Toruń). El cap dels pomesanis, Pepin, assetjà aquesta fortalesa però fou capturat, sotmès a tortura i mort. El 1233 els teutons iniciaren les obres de la fortalesa de Marienwerder (Kwidzyn), i durant l'hivern els prussians aplegaren un gran exèrcit per aturar l'avanç dels teutons, amb els quals s'enfrontaren en una batalla a la vora del riu Sirgune, però van ser derrotats. Durant els tres anys següents tota Pomesània fou conquerida i passà a formar part de l'estat governat pels teutons. La ciutat d'Elbing (Elbląg) fou fundada el 1237 pels teutons, a prop de l'antiga ciutat de Truso que era un important centre de comerç prussià.
El 1243, establiren el bisbat de Pomesània que, juntament amb tres diòcesis més (bisbat de Sàmbia, bisbat de Vàrmia, i bisbat de Kulm) formaren part de l'arquebisbat de Riga administrat pel legat papal Guillem de Mòdena. Posteriorment la diòcesi de Pomesània passà sota la jurisdicció del bisbe de Bromberg, que la tingué fins al 1821. Els pomesanis s'aliaren a les altres tribus prussianes i s'alçaren en armes (1242–1249), però fou l'única tribu que no participà en la gran revolta prussiana uns anys més tard (1260–1274). Com a territori prussià situat en l'extrem més occidental, foren la tribu més exposada a la influència polonesa, ja vingués de Pomerània o de Masòvia, i, amb l'arribada dels colons alemanys acabaren perdent la pròpia cultura. Foren els que patiren l'assimilació més aviat i més ràpidament que els altres prussians.
El seu territori esdevingué part del Regne de Polònia, dins la província reial, segons l'acordat en la Segona Pau de Thorn (1466), i prosperà mitjançant el comerç de cereals que portaven del sud de Polònia cap a la ciutat de Gdańsk. Els pomesanis participaren en les guerres contra Suècia del segle xvii i començaments del xviii. Quan es creà el Regne de Prússia, com a resultat de la primera partició de Polònia el 1772, Pomesània fou inclosa en el nou estat. Amb la unificació alemanya del 1871, passà a formar part de l'Imperi Alemany. El 1920, amb el Tractat de Versalles, la major part de la Prússia Occidental fou transferida a la Segona República Polonesa, però Pomesània romangué dins d'Alemanya com a província exterior (exclave). Acabada la segona guerra mundial, el 1945, Pomesània passà a Polònia com a part de l'Acord de Potsdam. Actualment el territori està repartit en dues províncies de Polònia: el voivodat de Vàrmia i Masúria i el Voivodat de Pomerània.